# پل فوینگز
پل فوینگز (انگلیسی: Paul Fewings؛ زادهٔ ۱۸ فوریهٔ ۱۹۷۸) بازیکن فوتبال اهل بریتانیا است.
از باشگاه‌هایی که در آن بازی کرده‌است می‌توان به باشگاه فوتبال بدفورد تاون، باشگاه فوتبال بیلریکای، باشگاه فوتبال هرفورد یونایتد، و باشگاه فوتبال بوستون یونایتد اشاره کرد.